# Something Happened to Me Yesterday
Something Happened to Me Yesterday är en låt av  det brittiska rockbandet The Rolling Stones från deras sjätte album Between the Buttons från 1967. Det är albumets längsta låt. Den skrevs av gruppens sångare Mick Jagger och bandets gitarrist Keith Richards och spelades in i augusti till september 1966.
Låten är den första där Keith Richards medverkar på sång, han sjunger låtens refräng medan Mick Jagger sjunger verserna. Musikaliskt påminner låten om 1920 och 1930-talens jazz och music hall-musik och är rik på bleckblåsinstrument, som här spelas av Brian Jones.
Låtens text är en komisk tillbakablick på något som hände under gårdagen som sångaren inte riktigt kommer ihåg. Matthew Greenwald kallade låten "One of the most accurate songs about LSD", "en av de mest exakt beskrivande låtarna om LSD" i sin recension på Allmusic. Robert Christgau har kallat låten  "the Stones' drollest odd-track-out ever", "gruppens mest udda och lustiga sistaspår någonsin". Mick Jagger sa själv om låten 1967 att "I leave it to the individual imagination as to what happened." "Jag överlåter vad som hände till varje enskild lyssnares fantasi"